# Fórmula de Weir
La fórmula de Weir es una fórmula utilizada en calorimetría indirecta, que relaciona la tasa metabólica con el consumo de oxígeno y la producción de dióxido de carbono. Según una fuente, dice:
Tasa metabólica (kcal/día) = 1.44 (3.94 VO2 + 1.11 VCO2)
donde VO2 es el consumo de oxígeno en mililitros por minuto y VCO2 es la tasa de producción de dióxido de carbono en mililitros por minuto. La fórmula también se puede escribir para unidades de calorías por minuto: 
Tasa metabólica (cal/min) = 3.94 VO2 + 1.11 VCO2
Otra fuente da
Energía (kcal/min) = (respiración en L/min veces cambio en porcentaje de oxígeno) / 20
Esto corresponde a: 
Tasa metabólica (cal por minuto) = 5 (VO2 en ml/min)